# Цурара-онна

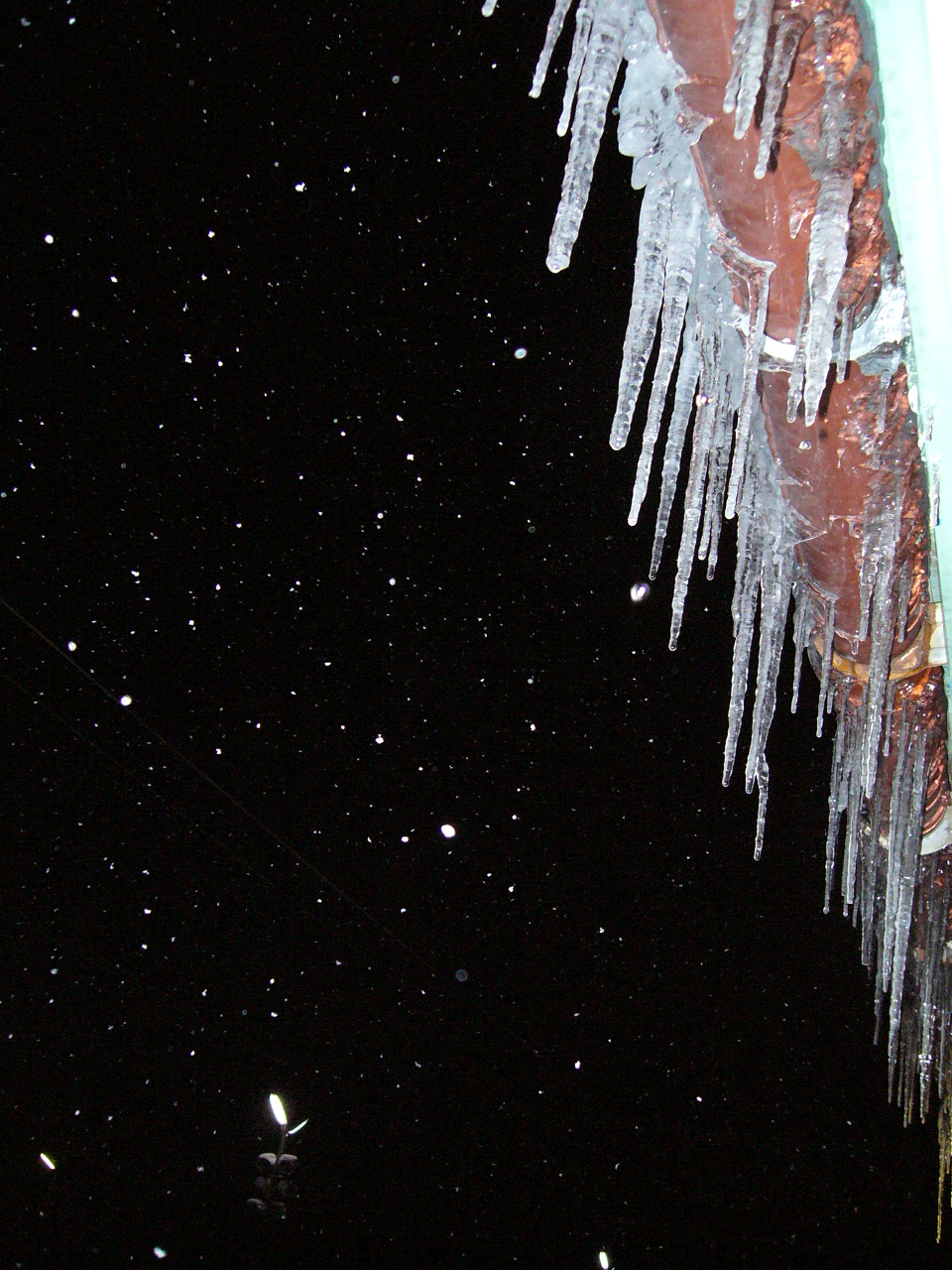
Бурульки в префектурі Аоморі

Цурара-онна (яп. つらら女) — японська народна казка, легенда про бурульку, яка перетворилася на жінку. В багатьох варіантах може мінятися місцями з Юкі-онна.

## Сюжет
Якось самотній чоловік дивлячись на бурульку під дахом свого будинку з сумом промовив: «От якби мені жінку, таку прекрасну як ця бурулька». Коли це бажання виконалось і перед ним опинилась прекрасна жінка, забажав узяти її за дружину. Існує декілька версій подальших подій:

### 1-а версія
Поширена в таких місцях як: регіон Тохоку, префектура Аоморі, Префектура Ніїґата.
Також має назву Сігама Ньобо, Цурара Ньобо (яп. 氷柱女房). Ця жінка стала дружиною чоловіка, але невідомо чому не бажала відвідувати ванну кімнату. Тоді цей чоловік силою примусив її зайти, але вона довго не виходила звідти. Коли ж занепокоєний чоловік заглянув у замкову щілину, то побачив як на поверхні води у ванній спокійно гойдаються крижані уламки.